# Karl von Dewitz-Krebs
Karl Wilhelm Dietrich Ernst von Dewitz genannt von Krebs (* 6. August 1887 in Berlin; † 19. April 1945 in Torgau) war ein deutscher Generalmajor im Zweiten Weltkrieg.

## Leben
Karl war ein Sohn des preußischen Majors Ernst von Dewitz-Krebs (* 1851) und dessen Ehefrau Sabine, geborene von Puttkamer aus dem Hause Hettin (* 1864). Er besuchte die Gymnasien in Hanau und Gotha. Nachdem er in Gotha im Frühjahr 1905 das Abitur bestanden hatte, studierte er an der Universität Lausanne und der Ruprecht-Karls-Universität Heidelberg Rechtswissenschaft. 1906 wurde er im  Corps Saxo-Borussia Heidelberg recipiert.

### Militärkarriere
Im Frühjahr 1907 trat Dewitz in Potsdam als Fahnenjunker in das Garde-Jäger-Bataillon der Preußischen Armee ein. Dort wurde er im März 1908 zum Leutnant befördert und ab Ende Januar 1913 als Adjutant verwendet. Mit seinem Bataillon brach er zu Beginn des Ersten Weltkrieges in Belgien bis Oostende durch. Danach kämpfte er in den Vogesen. Am 21. November 1914 wurde er zum Oberleutnant befördert. Ende 1915 wurde Dewitz verwundet und musste längere Zeit im Lazarett verbringen. Nachdem er wieder feldverwendungsfähig war, kehrte er am 23. Februar zu seinem Bataillon zurück. Dort folgte am 18. April 1916 seine Beförderung zum Hauptmann und kurz darauf wurde er Kompaniechef. Ende September 1916 wurde er als Ordonnanzoffizier zum Stab der neugebildeten 222. Infanterie-Division versetzt. Dort verblieb Dewitz jedoch nur knapp drei Wochen und wurde dann in den Generalstab des VIII. Armee-Korps versetzt. Anschließend folgten weitere Generalstabsverwendungen, bei der 18. Infanterie-Division, im Generalstab der Armee sowie bei den Generalkommandos des VI., des XVIII., des XIV. und des III. Armee-Korps. Zuletzt gehörte Dewitz dem Stab der 75. Reserve-Division an. Für sein Wirken während des Krieges war er neben beiden Klassen des Eisernen Kreuzes mit dem Verwundetenabzeichen in Schwarz, dem Ritterkreuz II. Klasse des Albrechts-Ordens mit Schwertern, und dem Hanseatenkreuz Hamburg sowie von den Verbündeten Österreichern mit dem Militärverdienstkreuz III. Klasse mit Kriegsdekoration und von den Bulgaren mit den Ritterkreuz des Militär-Verdienstordens ausgezeichnet worden.
Nach Kriegsende wurde Dewitz kurzzeitig zum Generalstab der 43. Reserve-Division kommandiert und am 16. Januar 1919 in das sich in der Demobilisierung befindliche Stammbataillon zurückversetzt. Er trat daraufhin dem Freikorps Potsdam bei und wurde am 1. Mai 1920 in die Vorläufige Reichswehr übernommen. Zunächst war er Kompaniechef im Reichswehr-Jäger-Bataillon 3, dann im Reichswehr-Infanterie-Regiment 5. Bei der Bildung des 100.000-Mann-Heeres wurde Dewitz Kompaniechef im 9. (Preußischen) Infanterie-Regiment. Am 1. April 1927 folgte seine Kommandierung zur Kommandantur Berlin und nach seiner Versetzung dorthin am 1. Februar 1928 diente er in deren Stab. In dieser Dienststellung wurde Dewitz am 1. Februar 1929 zum Major befördert und als solcher am 1. März 1929 in das 9. Infanterie-Regiment rückversetzt. Nach einer Verwendung bei Stab des III. Bataillons wurde Dewitz am 1. Oktober 1930 nach Gumbinnen versetzt und kommandierte dort bis zum 31. März 1934 das III. Bataillon des 1. (Preußisches) Infanterie-Regiments. Dort wurde er am 1. Juni 1933 zum Oberstleutnant befördert. Anschließend gehörte Dewitz vom 1. April bis 30. September 1934 sowie vom 15. Oktober 1935 bis 30. April 1936 dem Stab der Kommandantur Küstrin bzw. des Grenzabschnittskommandos Küstrin an. Am 30. April 1936 schied Dewitz als Oberst aus dem aktiven Dienst aus und wurde anschließend als E-Offizier mit der Funktion des Ausbildungsleiters Berlin I betraut.
Zu Beginn des Zweiten Weltkriegs erhielt Dewitz das Kommando über das Infanterie-Regiment 323. Das Regiment kämpfte in den Vogesen und nahm mit seiner Division am feierlichen Einzug in Berlin 1940 teil. Anschließend hatte Dewitz keine Frontkommandos mehr. Am 1. Juni 1941 wurde er reaktiviert und am 1. August 1941 zum Generalmajor befördert. Ab Mitte Dezember 1941 war er Kommandeur der Division Nr. 191 und der daraus hervorgegangenen 191. Reserve-Division. Er befand sich vom 1. März bis zum 5. April 1943 in der Führerreserve und wurde dann zum Oberbefehlshaber West kommandiert. Ab dem 1. August war er Kommandant des Truppenübungsplatzes Brod in Kroatien. Bei den Rückzugsgefechten der deutschen Truppen geriet er im Oktober 1944 in jugoslawische Kriegsgefangenschaft. Unter Zwang forderte er einen ihm unterstellten Offizier schriftlich auf, seine Stellung zu räumen. Dieser meldete den Vorfall.
Im März 1945 wurde Dewitz gegen andere Gefangene ausgetauscht und vor ein Kriegsgericht gestellt. Um sich zu verteidigen, hätte er ein Bekenntnis zu Adolf Hitler abgeben müssen. Das lehnte er ab, denn er war überzeugt von Hitlers persönlicher Schuld an der militärischen Niederlage und am Zusammenbruch des Reichs. Das Reichskriegsgericht verurteilte ihn zum Tode, richtete aber ein Gnadengesuch für Dewitz an Generalfeldmarschall Wilhelm Keitel. Dieser lehnte es ab. Am 19. April 1945, als die amerikanischen Truppen bereits in Hörweite waren, wurde Dewitz in Torgau von Angehörigen der Hitlerjugend standrechtlich erschossen.
Er war Rechtsritter des Johanniterordens.

### Familie
Seit dem 3. Januar 1927 war Dewitz mit Erika von Bauer verheiratet, Tochter des Fritz von Bauer und dessen Ehefrau Ruth geborene Gräfin von Schlieffen. Mit ihr hatte er einen Sohn und eine Tochter. Günther von Dewitz war sein älterer Bruder.